# Seznam Titu podeljenih odlikovanj in priznanj
odlikovanj in priznanj, ki jih je prejel Josip Broz Tito.

## Odlikovanja

### Jugoslovanska
- red velike zvezde Jugoslavije (1954)
- red svobode (1947)
- red nacionalnega heroja (1944, 1972, 1977)
- red heroja socialističnega dela (1950)
- red nacionalne osvoboditve (1945)
- red vojaške zastave (1954)
- red jugoslovanske zastave s prepasico (1954)
- red partizanske zvezde z zlatim vencem (1945)
- red republike z zlatim vencem (1960)
- red za nacionalne zasluge z zlato zvezdo (1945)
- red bratstva in enotnosti z zlatim vencem (1945)
- red ljudske armade z lovorjevim vencem (1954)
- red za vojaške zasluge z veliko zvezdo (1954)
- red hrabrosti (1945)

### Tuja
- Avstrija - red velike zvezde za pomembne zasluge Republike Avstrije s prepasico (9. februar 1965)
- Afganistan - velika ovratnica reda Almara s prepasico (1. november 1960)
- Belgija - veliki križ reda Leopolda s prepasico (6. oktober 1970)
- Bolivija - velika ovratnica andeškega orla (29. september 1963)
- Brazilija - velika ovratnica nacionalnega reda južnega križa (19. september 1963)
- Bolgarija:
  - red Svoboda ljudstva 1941 - 1945 1. razreda (25. november 1947)
  - red 9. september 1944 1. razreda z meči (25. november 1947)
  - red Georgija Dimitrova (22. september 1965)
- Burma - velika ovratnica reda Aga Mah Tiri Tudama (6. januar 1955)
- Kambodža:
  - kraljevi red Kambodže 1. razreda s prepasico (20. julij 1956)
  - velika ovratnica nacionalne samostojnosti (17. januar 1968)
- Kamerun - veliki križ reda za zasluge za Kamerun s prepasico (21. junij 1967)
- Centralnoafriška republika - veliki križ reda za zasluge s prepasico (3. maj 1972)
- Čile - velika ovratnica reda za zasluge za Republiko Čile (24. september 1963)
- Demokratična republika Kongo - red za zasluge za Kongo s prepasico (10. september 1975)
- Češkoslovaška:
  - red belega leva 1. razreda s prepasico (22. marec 1946)
  - vojaški red belega leda Za zmago 1. razreda (22. marec 1946)
  - red vstaje slovaškega ljudstva 1. razreda (22. marec 1946)
  - vojaški križec za zasluge 1939 - 1945 (22. marec 1946)
  - češkoslovaški vojaški križec 1939 (22. marec 1946)
  - red belega leva 1. razreda z ovratnico in prepasico (26. september 1964)
- Danska - viteški red slona s prepasico (29. oktober 1974)
- Egipt - velika ovratnica reda Nila (28. december 1955)
- Etiopija:
  - velika ovratnica reda kraljice Sabe s prepasico (21. julij 1952)
  - vojna medalja svetega Gregorja z listi zmage (21. julij 1954)
  - medalja za obrambo domovine s petimi palmami zmage (21. julij 1954)
- Finska - poveljniški veliki križ reda bele vrtnice Finske z ovratnico in prepasico (6. maj 1963)
- Francija:
  - vojaški križec s palmo 1930 - 1945 (7. maj 1956)
  - medalja za vojaške zasluge (7. maj 1956)
  - veliki križ reda legije časti 1. razreda s prepasico (7. maj 1956)
  - red za zasluge v boju 1. razreda (29. junij 1956)
  - veliki križ nacionalnega reda za zasluge s prepasico (6. december 1976)
- Nemška demokratična republika:
  - red velike zlate zvezde prijateljstva med narodi s prepasico (8. junij 1965)
  - red Karla Marxa (12. november 1974]], [[12. januar 1977)
- Zvezna republika Nemčija - red velikega križca specialnega razreda za zasluge za Zvezno republiko Nemčijo s prepasico (24. junij 1974)
- Združeno kraljestvo - vitez velikega križca reda kopeli z ovratnico in prepasico (17. oktober 1972)
- Grčija - veliki križec reda rešitelja s prepasico (2. junij 1954)
- Gvineja - veliki križec bojevnika za neodvisnost (7. januar 1961)
- Madžarska:
  - madžarski veliki križec z zvezdo reda madžarske republike s prepasico (7. december 1947)
  - madžarski red zastave ljudske republike Madžarske z briljanti 1. razreda (14. september 1964)
  - madžarski red za zasluge za ljudsko republiko Madžarsko 1. razreda (7. december 1947)
- Indonezija:
  - red za hrabrost (28. december 1958)
  - red velikega heroja (7. april 1960)
  - red velike zvezde republike Indonezije z briljanti 1. razreda (16. junij 1961)
- Iran:
  - velika ovratnica reda Pahlavi s prepasico (3. junij 1966)
  - spominski red 2500-letnica iranskega imperija (14. oktober 1971)
- Irak:
  - red Al Rafidaina 1. razreda s prepasico (14. avgust 1967)
  - vojaški red Al Rafidaina 1. razreda s prepasico (7. februar 1979)
- Italija - red velikega križca za zasluge Republike Italije z ovratnico in prepasico (2. oktober 1969)
- Japonska - velika prepasnica najvišjega reda krizanteme (8. april 1968)
- Jordanija - red Ben Alija z ovratnico in prepasnico (11. februar 1979)
- Kenija - velika ovratnica reda zlatega srca Kenije 1. razreda (18. februar 1970)
- Demokratična republika Koreja:
  - red heroja republike s prepasico (25. avgust 1977)
  - red državne zastave 1. razreda (25. avgust 1977)
- Kuvajt - veriga Mubaraka (3. februar 1979)
- Liberija - najvišji red viteštva pionirjev Republike Liberije s prepasico (14. marec 1961)
- Libija - red republike s prepasico (november [[1973)
- Luksemburg - red viteza zlatega leva hiše Nassau s prepasico (9. oktober 1970)
- Mavretanija - red velikega križa Mavretanije s prepasico (5. september 1968)
- Mehika:
  - ovratnica nacionalnega reda azteškega orla (30. marec 1963)
  - medalja za neodvisnost (15. oktober 1963)
- Mongolija - red Suha Batorja (20. april 1968)
- Maroko - velika ovratnica reda Mehamedija (1. april 1961)
- Nepal - red Ojasvi-Rajanje z ovratnico in prepasnico (2. februar 1974)
- Nizozemska - veliki viteški križec nizozemskega leva 1. razreda s prepasico (20. oktober 1970)
- Norveška - veliki križec reda svetega Olafa z ovratnico in prepasnico (13. maj 1965)
- Pakistan - red Nišana Pakistana najvišjega razreda (13. januar 1961)
- Panama - red Manuela Amadorja Guerre z ovratnico (15. marec 1976)
- Poljska:
  - red križca Grunwalda 1. razreda (19. oktober 1945)
  - medalja zmage in svobode 1945 (16. marec 1946)
  - partizanski križec (16. marec 1946)
  - red velikega križca za vojaške zasluge 1. razreda s prepasico (16. marec 1946)
  - red velikega križca za oživitev Poljske s prepasico (25. junij 1964)
  - red velikega križca za ožitivev Poljske (4. maj 1973)
- Portugalska:
  - velika ovratnica reda svetega Jaga s prepasico (23. oktober 1975)
  - velika ovratnica reda Don Henrihota s prepasico (17. oktober 1977)
- Romunija:
  - ovratnica reda Karola prvega (16. december 1947)
  - red viteza Mihaela 1. razreda (19. december 1947)
  - red viteza Mihaela 2. razreda (19. december 1947)
  - red viteza Mihaela 3. razreda (19. december 1947)
  - red zvezde socialistične republike Romunije 1. razreda (18. april 1966)
  - red zmage socializma (16. maj 1972)
- San Marino - veliki križec reda za civilne in vojaške zasluge za San Marino s prepasico (25. september 1967)
- Senegal - nacionalni red leva s prepasico (30. avgust 1975)
- Sirija - nacionalni red of Omay najvišjega razreda s prepasico (6. februar 1974)
- Somalija - red somalske zvezde s prepasico (26. marec 1976)
- Sudan - velika ovratnica reda časti (12. februar 1959)
- Švedska - kraljevi red Serafim najvišjega reda s prepasico (29. februar 1959)
- Togo - veliki križec reda reke Mono s prepasico (23. junij 1976)
- Tunizija - velika ovratnica reda neodvisnosti (9. april 1961)
- ZSSR:
  - red Suvorova (september [[1944)
  - red zmage (29. september 1945)
  - spominska medalja 20. obletnica Velike domovinske vojne (30. junij 1965)
  - red Lenina (5. junij 1972)
  - red oktobrske revolucije (16. avgust 1977)
- Venezuela - ovratnica najvišjega reda osvoboditelja (17. marec 1976)
- Zambija - red velikega poveljnika in odlikovanega borca za svobodo 1. razreda s prepasico (8. februar 1970)

## Nazivi
- prvi častni član SAZU (6. november 1948)